# Leucothrix (diptère)
Pour les articles homonymes, voir Leucothrix.
Genre
Leucothrix est un genre d'insectes diptères de la famille des Tephritidae,,.

## Liste des espèces
Selon ITIS (21 octobre 2024) :
- Leucothrix barbata Munro, 1929
- Leucothrix oryx Munro, 1956
- Leucothrix incana Munro, 1963

## Systématique
Le nom valide complet (avec auteur) de ce taxon est Leucothrix Munro (d), 1929.